# جام ملت‌های زنان آسیا ۱۹۸۶
جام ملت‌های زنان آسیا ۱۹۸۶ ششمین دوره رقابت‌های فوتبال جام ملت‌های زنان آسیا بود که توسط ای‌اف‌سی و به میزبانی کشور هنگ کنگ برگزار شد.

## تیم‌های راه‌یافته
- ۷ تیم راه‌یافته به جام ملت‌های زنان آسیا ۱۹۸۶:
- مالزی
- چین
- ژاپن
- اندونزی
- نپال
- هنگ کنگ
- تایلند